# 품위있는 그녀
《품위있는 그녀》는 2017년 6월 16일부터 2017년 8월 19일까지 JTBC에서 방영된 JTBC 금토 드라마로, 2017년 2월에 촬영이 마무리
된 사전 제작 작품이다.
한편, 이 작품은 당초 SBS에서 검토했으나 자극적인 이야기가 지상파에서 부담스럽다는 이유로 불발됐다.

## 줄거리
요동치는 욕망의 군상들 가운데 마주한 두 여인의 엇갈린 삶에 대한 이야기

## 등장 인물

### 주요 인물
- 김희선 : 우아진 역 (아역 : 김사랑) - 전직 스튜어디스, 現 (주)대성펄프 둘째며느리

탁월한 미모와 몸매, 옷을 입어도 벗어도 거부할 수 없는 미모 종결자. 전직 스튜어디스. 아시아나 항공 가판 모델로 활동할 만큼 뛰어난 미모를 자랑한다.
스물여덟의 나이에 남편 안재석과 결혼해 전업 주부로 살았다. (주) 대성펄프의 창업주 안태동이 재석의 친부이자 아진의 시아버지다. 준재벌 가문에 시집가 초호화판 결혼생활을 즐기며 온몸에 럭셔리가 덕지덕지 붙었다. 여자 팔자는 어릴 때부터 어찌키우느냐가 관건이라고 생각하는 그녀는 불우하고 평범한 환경에서 자라나 자신의 태생을 숨기기 위해 피나는 노력으로 품위와 고상함을 유지하지만 드문드문 삐져나오는 선천적 억척 유전자와 마주할 때마다 소스라치게 놀라며 수정 보완한다.
아침 7시 기상 후 헬스 요가 필라테스, 딸 지후 뒷바라지 그녀의 하루일과는 버라이어티하다. 가끔 후배들이 만든 승무원 학원에 승무원 예절 교육과 의전 매너 초빙 강사로 나가기도 한다. 그녀는 자신의 개인 업무를 봐주는 비서까지 둔 화려한 삶을 스스로 구가하며 모든 여자들의 부러움을 한 몸에 받는다. 그리고 그 시선을 즐긴다.
그러나 그녀가 손수 뽑은 시아버지의 간병인으로 인해 인생이 파란만장 꼬이기 시작한다. 그녀의 품위가 손상되기 시작한다.
- 김선아 : 박복자 역 - 안태동의 간병인. 드라마의 화자

충청도 사투리와 똑떨어지는 표준어 구사가 자유자재로 완벽하고 상류사회 진출을 위한 준비로 다방면으로 아는 것이 많다. 한 가지 성격으로 딱 정의 할 수 없는 입체적 캐릭터.
처절하게 가난한 그녀의 목표는 오로지 돈이다. 가진 건 빨간 두 손바닥뿐인 그녀는 헬스장 청소를 하다 알게 된 아진의 시부이자 (주)대성펄프의 회장인 안태동에게 의도적으로 접근해 그의 간병인이 되고 F컵 가슴을 무기로 집안을 장악해간다.
그녀의 계속되는 악행은 미워하기보다 연민하게 하는 무언가가 있다. 그녀가 처음이자 마지막인 인생의 사치를 즐기며 화장실에서 목 놓아 우는 모습에서 우리는 복자에게서 우리 자신을 보기도 한다. 인간의 탐욕과 파멸을 보여주는 인물이다.
그렇게 화려한 인생을 영원히 즐길 것만 같던 어느 날 ... 의문의 살해를 당한다. 그녀의 최후는 권선징악이기보다 하류에서 상류로의 역류로 죽음을 당한 연어의 죽음처럼 처연하다.
- 정상훈 : 안재석 역 - 우아진의 남편. (주)대성펄프 전무이사

멀쩡한 허우대에 착해 보이는 인상에 정갈한 패션에 어디 내놓으면 A플러스 남편이다.
하지만 그 속을 들여다보면 그냥 물색없는 한량이다. 나쁜 짓은 다 하고 다니는데 나쁜놈이 아니다 그러니 더 환장한다. 딸의 미술교사인 윤성희와 사랑에 빠져 집 사주고 로맨스 바치고 호구짓은 다하면서 아진의 심장에 대못을 박는다.
성희와 아진 사이에서 각종 개소리로 자신의 처지와 심정을 읍소하는데 왜 사람들이 자신을 손가락질 하는지 당췌 이해하지 못해 외롭다고 호소한다.
멘탈이 메롱인데 겉으로 보면 티가 안 나고 너무나 자기중심적이고 딱히 돈에도 관심 없는 구름 위를 걸으며 사는 인간. 한마디로 지 편의대로 지 멋대로 모든 것을 생각하는 한심한 캐릭터다.
- 이태임 : 윤성희 역 - 안재석의 ‘첩’(이 드라마에선 과감히 그리 부르겠다). 화가

그림에 관심이 많은 아진이 신인작가 전시회를 개최한 갤러리에서 그녀의 작품을 샀다. 아무도 주목하지 않았던 무명 화가인 자신의 첫 고객인 아진과 그렇게 인연이 된 성희는 아진에게 매력을 느끼고 둘은 언니 동생으로 금방 친하게 된다. 아진의 아름다움과 품위 그리고 그녀의 삶을 동경하던 성희는 아진의 딸 지후에게 미술을 가르쳐주겠다고 하고 그 인연으로 재석과 얽히게 된다.
- 이기우 : 강기호 역 - 우아진의 마음공부 ‘짝’님 , 변호사

25살에 캠퍼스 후배였던 아내와 사랑에 빠져 결혼했다. 신혼여행에서 교통사고를 당해 아내는 즉사하고 자신은 반식물인간으로 죽어있다 기적처럼 살아나 각고의 노력으로 재활에 성공해 새로운 인생을 살게 됐다. 그렇게 로스쿨을 졸업해 변호사가 되었다. 수임 들어오는 사건들이 변변찮고 그럭저럭 살아가는데 ‘마음공부’ 모임에서 만난 눈이 번쩍 뜨일 미모의 아진의 부탁을 들어주면서 금세 가까워진다.

### 우아진의 주변 인물
- 유서진 : 차기옥 역

중국 부자들 사이에 소문난 양악 전문 성형외과 원장을 남편으로 둔 강남의 유한마담. 노력으로 얻은 동안외모에 패션 센스도 뛰어나다. 남편의 성형외과가 아닌 다른 성형외과의 VIP 고객이다. 아이들로 인해 만난 사이임에도 누구 엄마 대신 자신을 ‘기옥언니’라고 부르는 아진을 예뻐라 한다. 큰아들이 자폐라 시골에서 특수교육을 받으며 분리교육을 시키는 비밀과 상처를 가지고 있다.
- 이희진 : 김효주 역

레지던스 준호텔 <그랑프리>1,2호점을 소유한 남편을 둔 파워 블로거. 아진과는 아이들 학교모임인 영재중 준비반을 위한 스터디 모임에서 만났고 그 모임의 연락망이다. 강남부심이 뼈 속까지 깊다. 띠동갑 연하인 내연의 남자와 간덩이 크게도 남편의 호텔에서 규칙적인 불륜을 저지른다.
- 정다혜 : 오경희 역

가식이 몸에 밴 상여우. 남편은 프로골퍼였으나 지금은 강남의 상가와 주차장등을 임대하며 편하게 살아가는 금수저 출신으로 한 달 월세만 8천만 원이 넘는 부자임에도 정기적으로 주는 생활비 외에는 돈에 인색하다. 하나있는 자식 잘 키우는 게 유일한 꿈인데 알고 보면 친 자식이 아니다. 차기옥의 남편 장원장과 내연의 관계다.
- 오연아 : 백주경 역

강남 청담동 유레카 수학학원 원장, 지성과 개념을 탑재한 여자. 남편은 평범한 회사원이나 본인의 능력으로 강남의 부촌에 입성한 능력녀. 본인도 남편도 흙수저 출신이라 어렵게 일군 자신의 성공과 터전을 유지하기 위해 치열하게 애쓴다. 영재중 대비반을 직접 지도하고 그 가운데 자신의 아들도 포함되어있다.
- 문희경 : 금여사 역 (특별출연)

아진의 모친. 미스코리아 출신의 미모의 장년.
- 최윤소 : 허진희 역

아진의 프라이빗 비서. 아진의 딸 지후를 스케줄에 맞춰 픽업하고 아진의 개인 심부름만을 담당한다. 강남의 소문과 번외 찌라시를 아진에게 전달하는 메신저 역할은 덤이다.

### 안재석 집안 사람들
- 김용건 : 안태동 역 - (주) 대성펄프 회장, 아진의 시아버지

물티슈와 키친타월 그리고 휴지 전문 브랜드인 대성펄프를 창업한 능력있는 기업가이나 무지막지한 난봉쟁이 바람둥이로 젊은 시절을 살았다. 그렇게 살다보니 속이 시꺼멓게 탄 본부인은 병으로 죽고 자신도 당뇨합병증으로 다리도 절고 온몸에 병을 달고 다니는 험한 말년을 보내고 있다. 숟가락만 들 수 있으면 여자와 정을 통하고 싶은 게 남자라는 우스갯소리의 실제 사례를 보여주는 인물이다.
- 서정연 : 박주미 역 - 안재구의 처이자 아진의 손윗동서

재구와는 남 같은 부부이고 아들인 운규에게 대성펄프를 물려주게 하려고 남편 재구는 외국으로 갔지만 자신은 시아버지를 함께 모시고 살고 있다. 어느 날 시아버지 수발을 들던 간병인 복자가 시아버지와 침대에서 끌어안고 자고 있는 경악할 상황을 목격한다.
- 한재영 : 안재구 역 - 재석의 형이자 안태동의 장남

성격이 욱하고 모든 걸 주먹으로 해결하려고 하는데다 실제로 주먹을 잘못 휘둘러 사람을 죽게 만든 과거전과로 태동의 눈밖에 확 나서 홀연히 외국으로 떠났다.
- 오나라 : 안재희 역 - 재석의 누나이자 아진의 시누이

전형적인 부잣집 철없는 딸. 태동에게 빈대 붙어 여러 번 돈사고를 쳐서 태동에게 미움을 산 상태. 돈이 필요해 호시탐탐 기회를 노리지만 아버지 간병인 복자의 존재가 눈에 가시다.
- 이건우 : 안운규역 - 주미와 재구의 아들

고3 수험생. 복자가 들어온 이후 집안에 일어나는 분란들을 지켜보며 고통 받는다.
- 이채미 : 안지후 역 - 아진과 재석의 딸

아진이 워낙 공들여 키워 다재다능한데다 언변도 똑 부러지고 아진을 닮아 얼굴도 이쁘다. 똑 부러지는 초딩

### 그녀들의 남편
- 송영규 : 장성수 역

일명 장원장. 성형외과 원장, 기옥의 남편. 아이들 모임에서 만난 경희와 불륜관계가 된다. 이 나라 성공한 중년남이 반드시 가는 그 코스 ‘내연녀’를 필수 아이템으로 장착했다.
- 김법래 : 서문탁 역

효주의 남편, 레지던스 그랑프리 1,2호점 사장. 젊은 아내가 바람피우는 것을 알면서 쭈욱 자료(?)수집을 해왔고 이를 묵인하면서 이혼시 유리한 카드를 제시할 생각. 또한 자신은 자유롭게 외도를 즐긴 뻔뻔한 중년. 자신의 외도는 당연하고 아내의 외도는 용서 못하는 인간이다.
- 채동현 : 김봉식 역

경희의 남편, 임대업 종사. 경희를 사사건건 무시하는 저변에는 경희가 아이를 낳지 못한 것에 대한 깊은 불만이 있다.

### 그 외 인물
- 황효은 : 천방순 역
- 조성윤 : 구봉철 역
- 이정은 : 국선영 역
- 송태윤 : 최기석 역
- 서경화 : 미세스 조 역
- 이건우 : 안운규 역
- 윤예인 : 경산댁 역
- 소희정 : 오풍숙 역
- 박진우 : 박실장 역
- 이영훈 : 미스터김 역
- 이칸희 : 곽여사 역
- 김선빈 : 한민기 역
- 백승훈 : 경호원 역
- 백보람 : 세희 역
- 전수경 : 서대표 역
- 전헌태 : 이 형사 역
- 황주호
- 박태원
- 조진철
- 최리호
- 박용진
- 동윤석
- 한여울
- 정세형 : 조선족 조폭 역
- 박민준 : 정현 역
- 곽예찬 : 윤재 역
- 강서구 : 민재 역
- 손가현 : 수민 역
- 정찬윤 : 정우 역
- 안려진
- 박인정
- 육미라
- 한승헌
- 이장미
- 이인아 : 김간호사 역
- 지웅
- 유금
- 오승찬
- 최서영
- 박하성
- 김봉관
- 정예지
- 양희정
- 강혜경
- 배진영
- 이택근
- 정영인
- 임무빈
- 한소현
- 이승희
- 박하성
- 김효명
- 김성모
- 정아미
- 이서준
- 해선
- 최서영 : 아이 역
- 최유진
- 오지연
- 김희령 : 일본인여성 역
- 김사훈 : 웨이터 역
- 정동규
- 조용상
- 김선영 : 백화점 직원 역
- 백애경
- 손인용
- 윤갑수
- 박성균
- 김추월
- 차영옥 : 부녀회장 역
- 김태영 : 판사 역
- 김태훈
- 정영도
- 오영호
- 조용우
- 박규점
- 박원희
- 사무엘 강 : 재즈피아니스트 역
- 하민
- 정연심
- 김미향
- 이요정
- 김소율
- 한일환
- 박용
- 김일현
- 전중재
- 오영호
- 권용석
- 송경화
- 서진욱 : 지점장 역
- 김광태
- 소윤호
- 이채민
- 정희영
- 오유진
- 권용식 : 포토그래퍼 역
- 강원호
- 송진석
- 석윤호
- 윤사봉
- 서민경
- 김선녀

### 특별출연
- 류승수 : 우아진의 아버지 역
- 정유미 : 의뢰인 역
- 윤소이

## 촬영지
- 더 휠하우스
- 미메시스 아트 뮤지엄
- 퀸즈파크 청담점
- 지노(ZINO)
- 청담동 미엘
- 카페 모뜨
- 에이와이라운지
- 콘래드 서울 호텔
- 한택식물원
- SMT SEOUL
- 따뚱
- 안양농수산물시장
- 수노래연습장 홍대본점
- 그린클라우드커피

## 시청률
최저 시청률과 최고 시청률은 시청률 조사회사와 지역별로 시청률에 차이가 있을 수 있습니다.
| 2017년      | 2017년      | 2017년         | 2017년       | 2017년         |
| 회차        | 방송일      | AGB 시청률     | AGB 시청률   | TNmS 시청률    |
| 회차        | 방송일      | 대한민국(전국) | 서울(수도권) | 대한민국(전국) |
| ----------- | ----------- | -------------- | ------------ | -------------- |
| 제1회       | 6월 16일    | 2.044%         | 2.435%       | 2.2%           |
| 제2회       | 6월 17일    | 3.108%         | 3.126%       | 2.5%           |
| 제3회       | 6월 23일    | 2.871%         | 3.273%       | 2.8%           |
| 제4회       | 6월 24일    | 3.285%         | 3.149%       | 3.8%           |
| 제5회       | 6월 30일    | 3.609%         | 3.658%       | 2.6%           |
| 제6회       | 7월 1일     | 4.518%         | 5.250%       | 3.5%           |
| 제7회       | 7월 7일     | 4.091%         | 4.346%       | 2.4%           |
| 제8회       | 7월 8일     | 5.795%         | 6.285%       | 5.9%           |
| 제9회       | 7월 14일    | 5.010%         | 5.196%       | 4.2%           |
| 제10회      | 7월 15일    | 6.899%         | 7.326%       | 7.6%           |
| 제11회      | 7월 21일    | 8.476%         | 9.062%       | 8.0%           |
| 제12회      | 7월 22일    | 8.944%         | 9.493%       | 8.3%           |
| 제13회      | 7월 28일    | 6.773%         | 7.068%       | 6.0%           |
| 제14회      | 7월 29일    | 9.131%         | 9.575%       | 8.5%           |
| 제15회      | 8월 4일     | 7.398%         | 8.089%       | 6.6%           |
| 제16회      | 8월 5일     | 9.986%         | 10.364%      | 9.9%           |
| 제17회      | 8월 11일    | 8.430%         | 8.982%       | 7.7%           |
| 제18회      | 8월 12일    | 9.748%         | 10.250%      | 9.2%           |
| 제19회      | 8월 18일    | 9.694%         | 9.953%       | 7.2%           |
| 제20회      | 8월 19일    | 12.065%        | 12.692%      | 10.9%          |
| 평균 시청률 | 평균 시청률 | 6.594%         | 6.979%       | 5.99%          |

## 수상 및 후보
| 연도 | 상                          | 부문                  | 작품/수상자   | 결과 | 출처        |
| ---- | --------------------------- | --------------------- | ------------- | ---- | ----------- |
| 2017 | 제10회 코리아 드라마 어워즈 | 남자 우수연기상       | 이기우        | 후보 | [ 5 ] [ 6 ] |
| 2017 | 제10회 코리아 드라마 어워즈 | 핫스타상              | 이태임        | 수상 | [ 5 ] [ 6 ] |
| 2017 | 제1회 더 서울어워즈         | 드라마부문 대상       | 품위있는 그녀 | 후보 | [ 7 ]       |
| 2017 | 제1회 더 서울어워즈         | 드라마부문 여우주연상 | 김희선        | 후보 | [ 7 ]       |
| 2017 | 제1회 더 서울어워즈         | 드라마부문 남우조연상 | 정상훈        | 수상 | [ 7 ]       |
| 2017 | 제1회 더 서울어워즈         | 드라마부문 여우조연상 | 서정연        | 후보 | [ 7 ]       |

## 같이 보기
- 대한민국의 텔레비전 드라마 목록 (ㅍ)
- 2017년 대한민국의 텔레비전 드라마 목록